# Dvůr Leveč
Leveč je samota, část městyse Bernartice v okrese Písek. Dvůr Leveč leží v katastrálním území Bilinka o výměře 3,14 km².
Již před rokem 1260 šlo o samostatnou vesnici, která byla majetkem pražských arcibiskupů sídlících v Týně nad Vltavou. V té době zde bylo čtyři až pět gruntů. Později vesnici získal do vlastnictví rod Čabelických a v té době se z vesnice stal dvůr (Čabeličtí odtud vyhnali sedláky a dosadili místo nich své poddané). Později vesnice spadla pod Bilinku.
Leveč leží nedaleko silnice mezi vesnicemi Svatkovice a Rakov. V Levči se nachází kaple svatého Jana Nepomuckého, která je zapsána do seznamu kulturních památek České republiky. Roku 2016 zažádali majitelé usedlosti o zavedené nové místní části městyse Bernartice, neboť do té doby samota spadala pod Bilinku, přestože se zde vůbec nenachází. Zastupitelé obce návrh schválili.

## Fotogalerie

Dvůr Leveč
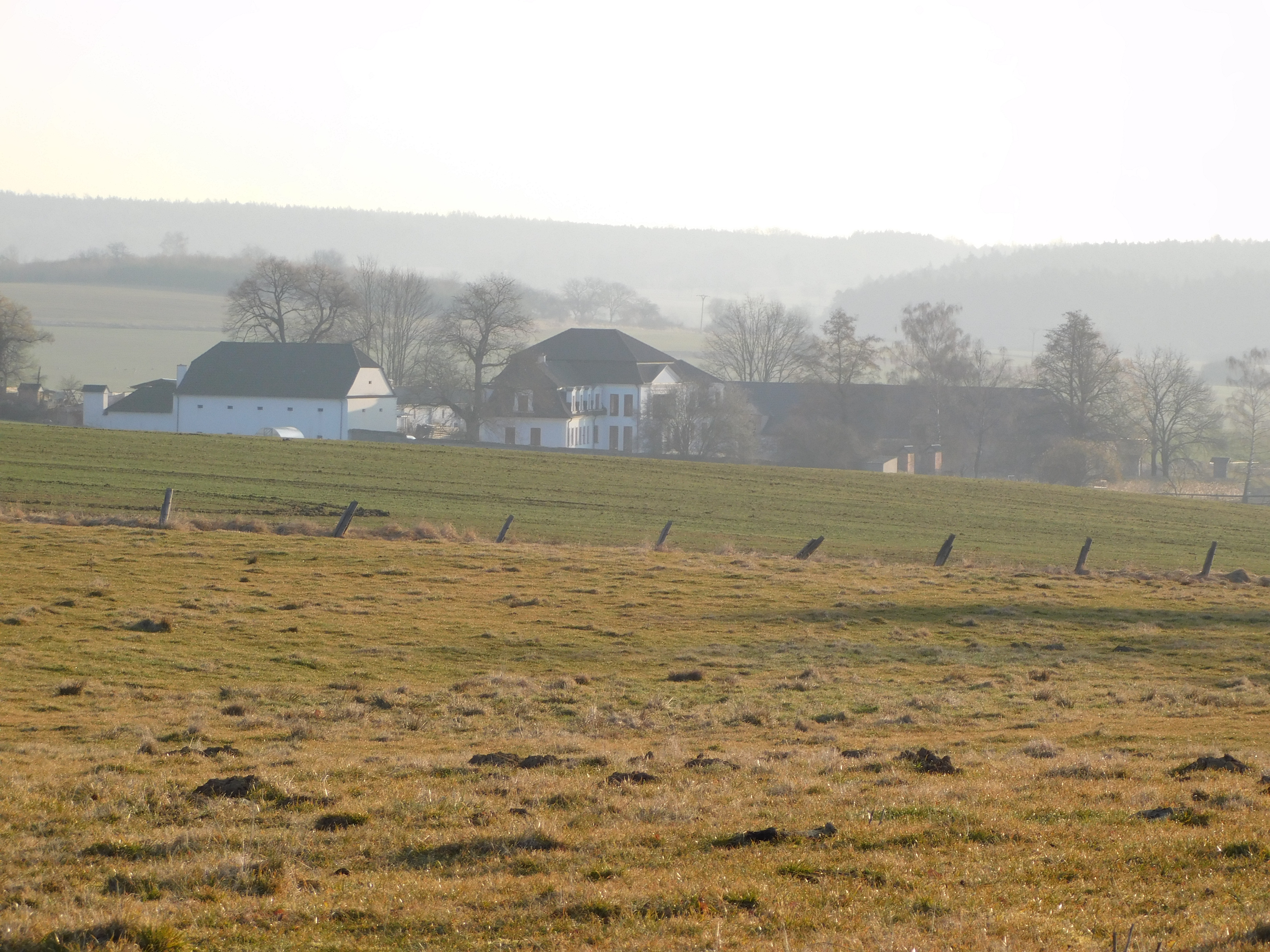
Dvůr obr.č. 1
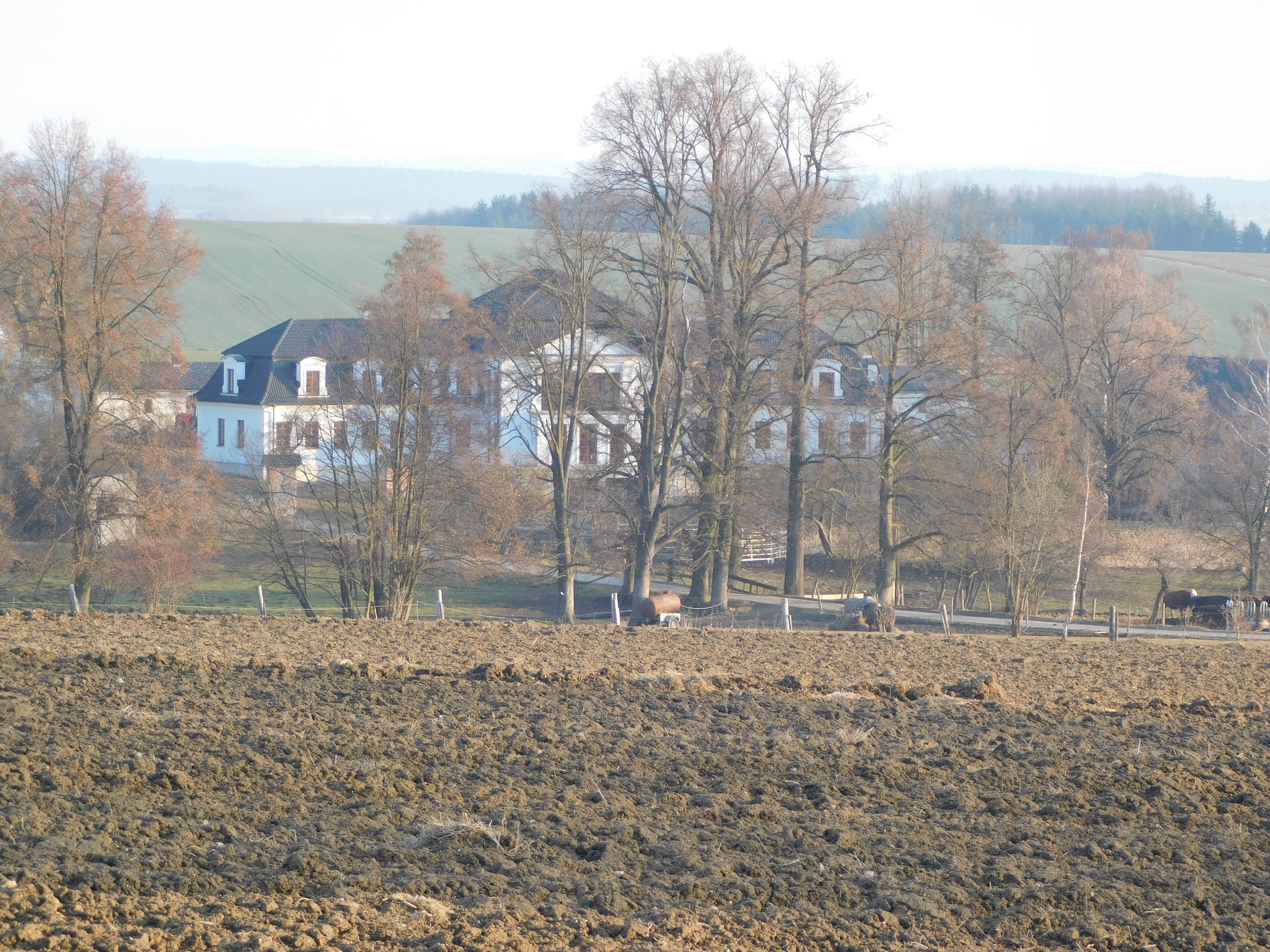
Dvůr obr.č.2